# Ducato di Stiria
Il Ducato di Stiria (in tedesco Herzogtum Steiermark; in sloveno: Vojvodina Štajerska; in ungherese Stájerország) fu un ducato situato nelle moderne Austria Meridionale e Slovenia Settentrionale. Fece parte del Sacro Romano Impero fino alla sua dissoluzione del 1806 ed in seguito divenne una terra della corona cisleitana dell'Austria-Ungheria, fino alla dissoluzione dell'impero nel 1918.

## Storia
Il ducato venne creato dall'imperatore Federico Barbarossa nel 1180 quando egli elevò la marca di Stiria a ducato di rango pari a quelli confinanti di Carinzia e Baviera, dopo la sconfitta, avvenuta quell'anno, del duca bavarese Enrico il Leone. Il margravio Ottocaro IV divenne quindi il primo duca di Stiria e anche l'ultimo dell'antica dinastia degli Ottocari: dal momento che egli non aveva discendenti, nel 1186 firmò il patto di Georgenberg con la potente dinastia di Babenberg, che governava l'Austria dal 976, in base al quale entrambi i ducati, in perpetuo, avrebbero dovuto essere governati in unione personale. Alla morte di Ottocaro nel 1192, la Stiria passò quindi nelle mani del duca Leopoldo V d'Austria, dei Babenberg.
La dinastia dei Babenberg si estinse nel 1246, quando il duca Federico II il Litigioso venne ucciso in battaglia contro re Béla IV d'Ungheria. La Stiria, di fatto un feudo imperiale, a causa della mancanza di un'autorità centrale dopo la deposizione dell'imperatore Federico II di Hohenstaufen, divenne oggetto di disputa tra gli stati confinanti. Passò rapidamente nelle mani dell'Ungheria nel 1254, quando il re boemo Ottocaro II Přemysl la conquistò con la battaglia di Kressenbrunn del 1260. Dal momento che Ottocaro II aveva sposato la sorella dell'ultimo duca, Margherita di Babenberg, in seguito egli avanzò pretese sia sull'Austria che sulla Stiria, cosa che incontrò la tenace opposizione dell'eletto re di Germania, Rodolfo d'Asburgo, che ora reclamava i ducati come feudi imperiali. Rodolfo infine sconfisse Ottocaro nella battaglia di Marchfeld del 1278, conquistò l'Austria e la Stiria e le concesse ai figli Alberto I e Rodolfo II.
La Casa d'Asburgo fece in modo di dare sempre alla Stiria, a partire da quel momento, dei duchi della propria stirpe; in ogni caso le due nazioni vennero separate dal trattato di Neuberg del 1379, in base al quale Stiria, Carinzia e Carniola formarono i territori dell'Austria Interna, governati dai discendenti di Leopoldo III d'Asburgo, dando origine la linea leopoldina, che elessero come propria residenza Graz. Nel 1456 essi poterono ampliare significativamente i propri territori stiriani con l'acquisizione dei patrimoni comitali di Celje, nella Bassa Stiria. I ducati ripresero ad essere governati in unione personale quando, nel 1457, il nipote di Leopoldo, Federico V, ereditò l'Austria; nel 1496 il figlio di Federico, Massimiliano I, firmò un decreto che espelleva tutti gli Ebrei dalla Stiria, che non poterono far ritorno a Graz fino al 1861. Nel 1512 il ducato di Stiria venne inglobato nel Provincia Austriaca dell'Impero.
Un secondo ramo cadetto degli Asburgo dell'Austria Interna iniziò a governare sulla Stiria a partire dal 1564. Sotto l'arciduca Carlo II, Graz divenne un centro della Controriforma, facilitata dalla presenza di numerosi gesuiti nell'università cittadina, fondata nel 1585; la Controriforma continuò anche sotto il figlio di Carlo, l'arciduca Ferdinando II, che nel 1619 divenne l'unico governante di tutte le terre ereditarie degli Asburgo, nonché del Sacro Romano Impero. La popolazione protestante venne espulsa nel 1600, e tra questi anche l'astronomo Giovanni Keplero. In questo periodo, durante le invasioni ottomane del XVI e XVII secolo, dopo la battaglia di Mohács del 1526, la Stiria fu duramente colpita e andò incontro ad un significativo spopolamento: i turchi invasero la regione circa venti volte. Chiese, monasteri, città e villaggi furono distrutti e saccheggiati, mentre la popolazione veniva uccisa o deportata in schiavitù.
La Stiria rimase sempre una parte della monarchia asburgica e, a partire dal 1804, divenne parte dell'impero austriaco. Lo sviluppo del ducato fu significativamente promosso dall'arciduca Giovanni, fratello minore dell'imperatore Francesco I, che nel 1811 fondò il Joanneum, precursore dell'Università tecnica di Graz, e nel 1840 l'Università di Leoben. Egli inoltre fece costruire la ferrovia del Semmering, che conduceva a Mürzzuschlag, e la ferrovia austriaca meridionale che andava da Vienna fino a Trieste, completata nel 1857, e che diede notevole impulso all'economia stiriana. Nel corso del compromesso austro-ungarico del 1867 (Ausgleich), il ducato venne assegnato come una terra della corona cisleitana dell'impero austro-ungarico, in un periodo in cui, con la crescita del nazionalismo, il conflitto tra le popolazioni tedesca e slovena si intensificarono.
Al collasso dell'Austria-Ungheria che seguì la prima guerra mondiale, quello che rimase dello stato austriaco reclamò il possesso di tutta l'Austria cisleitana, con una significativa parte della popolazione di lingua tedesca, che comprendeva il Ducato di Stiria, mentre la parte meridionale slovena venne accorpata allo Stato degli Sloveni, dei Croati e dei Serbi. Conflitti armati scoppiarono in particolare nei pressi della multilingue città di Maribor, finché, con il trattato di Saint-Germain-en-Laye del 1919, l'ex ducato venne partizionato in base alle sue componenti etniche, con due terzi dei suoi territori (chiamati Stiria Superiore), tra cui la capitale ducale Graz, rimasti allo Stato Federale d'Austria, e il terzo meridionale della Bassa Stiria, con Maribor, ceduto al Regno di Jugoslavia, che infine divenne parte della moderna Slovenia.

## Duchi di Stiria

### Dinastie varie
Ottocari 
- Ottocaro (1180-1192)

 Babenberg 
- Leopoldo V di Babenberg (1192-1194)
- Leopoldo VI di Babenberg (1194-1230)
- Federico II di Babenberg (1230-1246)

 Přemyslidi 
- Vladislao di Boemia (1246-1247)
- Ottocaro II di Boemia (1247-1278) - dominio conteso con Ermanno VI, Federico I, Bela IV e Stefano V

 Zähringen 
- Ermanno VI di Baden-Baden (1248-1250)
- Federico I di Baden-Baden (1250-1268)

 Arpadi 
- Béla IV d'Ungheria (1254-1258)
- Stefano V d'Ungheria (1258-1260)

### Casa d'Asburgo
- Rodolfo I (1278-1282), anche Re dei Romani (1273-1291)
- Alberto I (1282-1308), anche Re dei Romani dal 1298, congiuntamente al fratello
  - Rodolfo II (1282-1283), e al figlio
  - Rodolfo III (1298-1307)
- Federico il Bello (1308-1330), assieme al fratello
  - Leopoldo I (1308-1326)
- Alberto II (1330-1358), assieme al fratello
  - Ottone il Gioioso (1330-1339)
- Rodolfo IV (1358-1365)
- Alberto III (1365-1379), assieme al fratello
  - Leopoldo III (1365-1386), duca dell'Austria Interna dal 1379

 Linea leopoldina 
- Guglielmo I (1386-1406)
- Ernesto il Ferreo (1406-1424)
- Federico V (1424-1493), anche Re dei Romani dal 1440, Imperatore del Sacro Romano Impero dal 1452 e Arciduca d'Austra dal 1457; congiuntamente al fratello
  - Alberto VI (1424-1463)
- Massimiliano I (1493-1519), anche Arciduca d'Austria, Imperatore del Sacro Romano Impero (imperatore eletto) dal 1508
- Carlo I (1519-1521), anche Arciduca d'Austria e Imperatore del Sacro Romano Impero (1530-1556)
- Ferdinando I (1521-1564), anche Arciduca d'Austria e Imperatore del Sacro Romano Impero dal 1558)
- Carlo II (1564-1590), Arciduca dell'Austria Interna
- Ferdinando II (1590-1637), Arciduca dell'Austria Interna, anche Arciduca d'Austria e Imperatore del Sacro Romano Impero dal 1619

Da questo momento in poi si veda la lista dei Sovrani d'Austria.